# Il Denaro (quotidiano)
Il Denaro è un quotidiano economico del Sud Italia.
Fondato nel 1991 da Orazio Mazzoni, Clelia Mazzoni e Alfonso Ruffo, è attualmente diretto da quest'ultimo.
Fanno parte del gruppo che edita il giornale il mensile DEN, l'emittente DenaroTV, la casa editrice Denarolibri e la rivista di arredamento Case & Design.
Il Denaro organizza, promuove e cura anche eventi, corsi di formazione, premi, presentazioni editoriali ed altro tra cui la pubblicazione della Gazzetta forense. Collabora inoltre con la Nuova Agenzia Radicale di Giuseppe Rippa.
Oggi esprime il sito di informazione economica ildenaro.it edito da Denaro Progetti Srl.